# Stjärtmossa
Stjärtmossa (Pterygoneurum ovatum) är en bladmossart som beskrevs av Hugh Neville Dixon 1934. Stjärtmossa ingår i släktet Pterygoneurum och familjen Pottiaceae. Enligt den finländska rödlistan är arten nära hotad i Finland. Arten är reproducerande i Sverige. Artens livsmiljö är kalkstensklippor och kalkbrott. Inga underarter finns listade i Catalogue of Life.